# Capelli sciolti/Il tango della cantante
Capelli sciolti/Il tango della cantante è il terzo singolo della cantante pop rock italiana Donatella Rettore, pubblicato in formato 45 giri nel 1974, su etichetta Edibi. 

## Storia
Nel 1974 Rettore debutta al Festival di Sanremo con Capelli sciolti, scritto da lei su musica di Mario Pagano (autore delle canzoni La giacca rotta, La zanzara, Il pulcino ballerino, Il pinguino Belisario, Popoff, Un milione di anni fa, Torero Camomillo, Volevo un gatto nero, Ninna nanna del chicco di caffè, Nonna-ni-nonnina dello Zecchino d'Oro), nuovamente distribuito dalla Edibi, etichetta discografica che dal 1974 viene distribuita dalla RCA Italiana. Il brano, non ammesso in finale, passa praticamente inosservato nonostante un'ampia promozione, così come il primo long playing della cantante in cui il pezzo è contenuto, Ogni giorno si cantano canzoni d'amore pubblicato a quasi un anno di distanza dalla partecipazione sanremese.

## Edizioni
Il singolo è stato pubblicato su etichetta Edibi con numero di catalogo ZEDB 50236.

## Tracce
1. Lato A: Capelli sciolti - 3:25 (Rettore-Pagano)
2. Lato B: Il tango della cantante - 3:45 (Rettore-Pagano)